# Pandora (webradio)
Pour les articles homonymes, voir Pandora.
Pandora est une webradio créée le 6 janvier 2000 incorporant un service automatisé de recommandation musicale créé par le Projet du Génome Musical (Music Genome Project).
Le lecteur audio de Pandora est basé sur la technologie Flash. Le succès du système de Pandora a été croissant au point qu'en décembre 2005 un magazine anglophone, Fast Company, y consacre un article.
Pandora prend en charge la suite de la liste musicale, sélectionnant les titres se rapprochant musicalement du premier choix à la suite de l'indication par l'utilisateur du nom d'un artiste ou un titre de musique, De plus, à chaque nouveau titre, l'utilisateur peut noter favorablement ou défavorablement chaque titre, permettant d'affiner les choix du système et de les prendre en compte lors d'une manipulation ultérieure.
Voix, instruments, effets, rythmes, pas moins de 400 aspects musicaux sont analysés pour chaque nouvelle musique et le répertoire de Pandora intègre plus de 10 000 artistes.
Le service propose deux types d'inscriptions : la première est gratuite mais accompagnée de publicités tandis que la suivante est payante mais sans ce désagrément.

## Histoire
Le 25 septembre 2018, on apprend que le groupe américain de radios par satellite Sirius XM va racheter le système Pandora.

## Fonctionnement

### Options
À chaque nouvel artiste, quatre options sont proposées à l'internaute :
- Thumbs up (pouce tourné vers le haut) - Demande à Pandora de jouer davantage de musiques similaires à celle-ci
- No response (pas de réponse) - Pas de changement dans les préférences musicales
- Zzzz - Ce titre ne sera plus joué pendant un mois
- Thumbs down (pouce tourné vers le bas) - Demande à Pandora de ne plus jouer ce titre et d'éviter les musiques similaires. Permet également de sauter le titre. Au deuxième vote négatif portant sur une chanson du même chanteur, Pandora filtrera ses recommandations musicales afin que l'artiste ne soit plus disponible dans la liste de lecture de l'internaute. (Il pourra néanmoins réécouter le chanteur en se créant une nouvelle sélection musicale)

### Limitations
Pandora est néanmoins soumis à certaines restrictions :
- Le retour en arrière et la répétition d'un titre n'est pas possible.
- La limitation du nombre de sauts d'une musique à l'autre est de six par heure, incluant même les votes négatifs sur un titre.
- Il n'est pas possible de jouer uniquement un seul et même artiste.

Le 4 mai 2007 sous la pression des labels, et en l’absence d’un système de licence légale dans les autres pays, le service de radio et de recommandation Pandora se voit contraint de fermer son service aux internautes basés hors du sol américain, une restriction qui présente toutefois ses limites par l'utilisation de logiciels tiers.

## Référence
1. ↑  Répertoire mondial des LEI (base de données en ligne), consulté le 17 septembre 2024.
2. ↑  « États-Unis : le roi de la radio par satellite rachète un site de streaming », sur www.lalettre.pro, 25 septembre 2018 (consulté le 27 septembre 2018).